# 오승은 (명나라)
오승은(중국어 간체자: 吴承恩, 정체자: 吳承恩, 병음: Wú Chéng'ēn 우청언[*], 1500년 ~ 1582년)은 중국 명나라의 시인이자 소설가이다. 자는 여충(汝忠), 호는 사양산인(射陽山人)이며 강소성 회안부 산양현(江蘇省 淮安府 山陽縣, 현재의 장쑤성 화이안시 화이안구) 출신이다.
글재주가 뛰어나 명성을 떨쳤다. 당나라의 고승 현장이 인도의 경전을 구하기 위하여 고난의 여행을 한 것을 기록한 《대당서역기》와 민간의 전설을 바탕으로 한 소설 《서유기》를 써서 크게 이름을 떨쳤다.